# 鹦哥楼

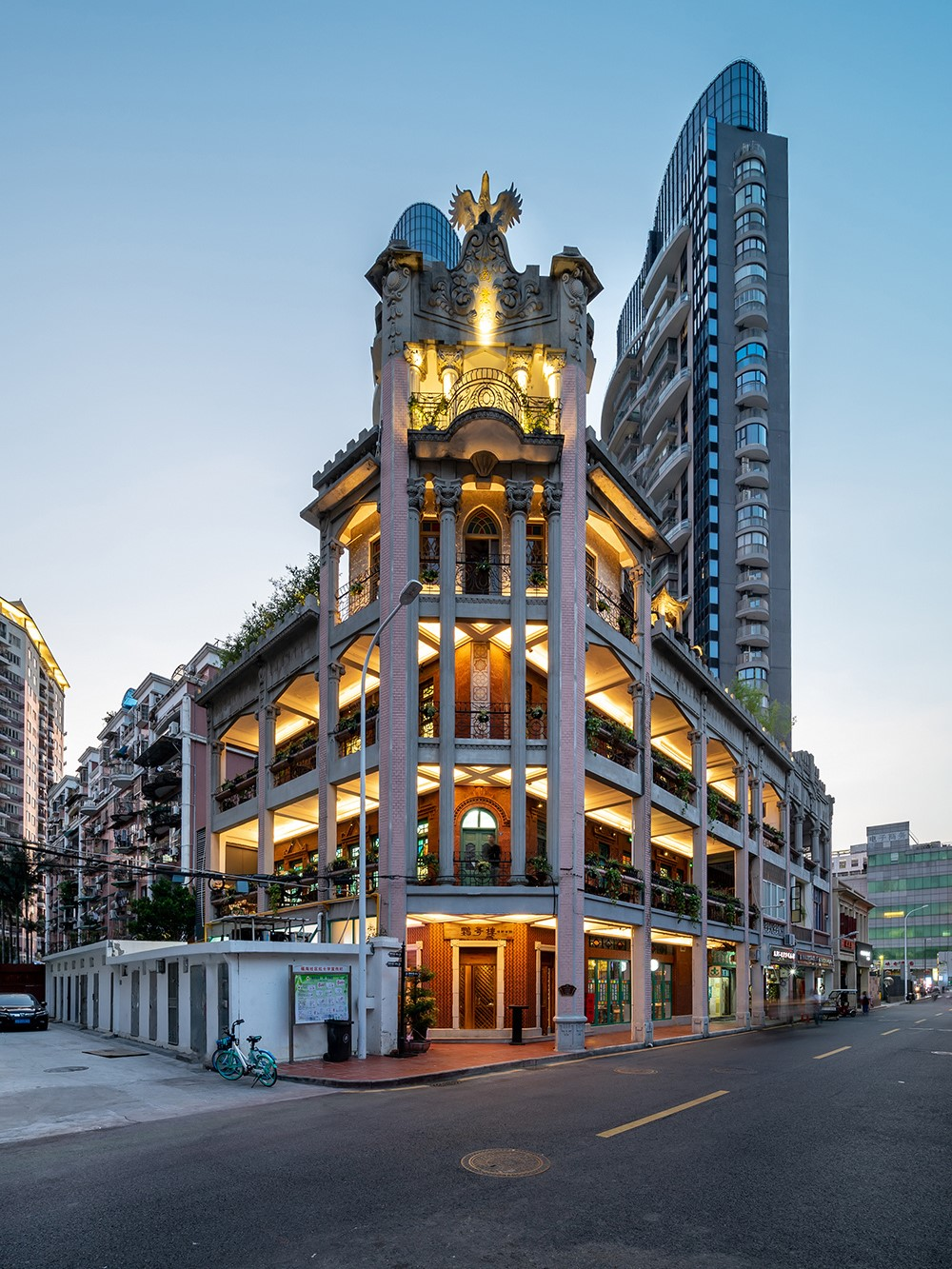
二度修缮后的鹦哥楼（摄于2019年）

鹦哥楼，原名南薰楼，又称南熏楼、鹰哥楼，坐落于厦门市思明区民族路64号—72号，建成于1937年，占地575平方米，建筑面积1706平方米，为厦港街道的地标建筑之一，也是思明区未定级不可移动文物。

## 名字
据当地传说，楼房的主人谢画锦喜好饲养鹦鹉（闽南语中称为鹦哥），所以楼顶上便立着一只鹦鹉雕塑，“鹦哥楼”这一名字由此而来。然而，根据现存的旧照片以及骆家后人的说法，楼房顶端并未雕有鹦鹉，反而雕有老鹰，因此“鹦哥楼”这一名称属于误称。相反，由于上方立有一只水泥塑制的老鹰，再加上此楼为当时厦门老城区最高的楼房之一，因而获得“鹰高楼”的绰号。
至于鹦哥楼的原名“南薰楼”，其取自《孔子家语·辩乐解》中引用的《南风歌》：“南风之薰兮，可以解吾民之愠兮。”

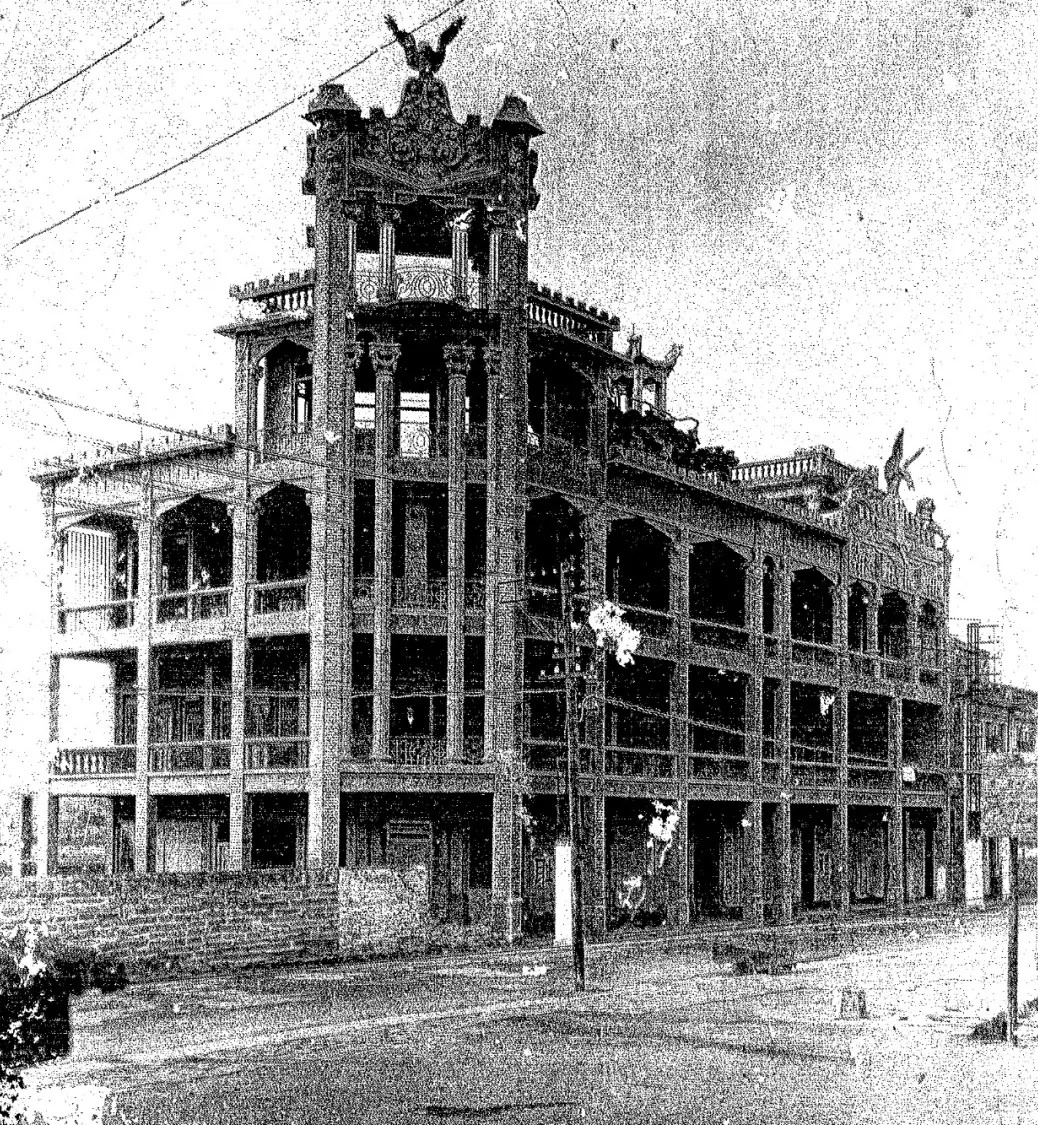
竣工之初的鹦哥楼

## 历史
鹦哥楼的主人是惠安籍华侨谢画锦，而设计者则是惠安籍建筑师骆马稳。年少时，两人是一对关系亲密的友人。成年后，谢画锦旅居越南西贡，经营米厂致富；而骆马稳则在国外学习建筑，归国后参与设计上海的高楼。由于“落叶归根”的理念，谢画锦全权委托骆马稳，要他在厦门设计、建造一栋新的住宅，以便自己在晚年时能够回国居住。接受委托后，骆马稳辞掉他在上海的工作，专门到厦门为好友觅地建楼，最终选定在今天的民族路与碧山路口交汇处。
鹦哥楼临近竣工的时候，谢画锦专程回到厦门视察，并在楼前留影。1937年竣工后，骆马稳便入住鹦哥楼，负责管理住宅，以待交接。可谢画锦身为越南华侨富商，归国需获殖民地总督批准。谢画锦申请回国时，恰逢总督回国述职，又因为飞机失事的缘故，他的申请被搁置拖延。1938年5月，厦门沦陷，谢画锦归国无望，始终未能入住鹦哥楼，最终于1960年代末病逝。沦陷期间，出于战争需要，日本方面打算拆除厦港部分民房作为軍港用地，鹦哥楼也在其中。得知此事后，骆马稳便以“受託人无权签字”为由，数次与日本方面交涉。碍于谢画锦在越南的威望，日本方面不敢擅自拆除，鹦哥楼得以保留。
据骆马稳后人回忆：日本军官曾率兵闯进鹦哥楼，以刺刀威逼骆马稳，但对方始终不同意签字，日本方面只得关押他7天；后来，日本军队驻扎鹦哥楼，并将骆家赶往附楼居住。由于鹦哥楼地势较高，可俯瞰厦门港区，日军便将鹦哥楼设为军事哨站，部署火炮与机枪防护。
1950-1960年代，鹦哥楼曾作为厦港保育院，其中2层设有妇产科，许多老厦门人在此出生。1970年代，鹦哥楼成为厦港人民公社的办公地点，惟3楼仍由骆家后人居住。1980年代后，鹦哥楼被多个机构与个人争夺使用，曾作过居民楼与建筑队办事处。2001年，鹦哥楼被列为厦门市第一批重点保护的历史风貌建筑。2013年，鹦哥楼以“南熏楼”之名被评为思明区未定级不可移动文物。

### 二度修缮

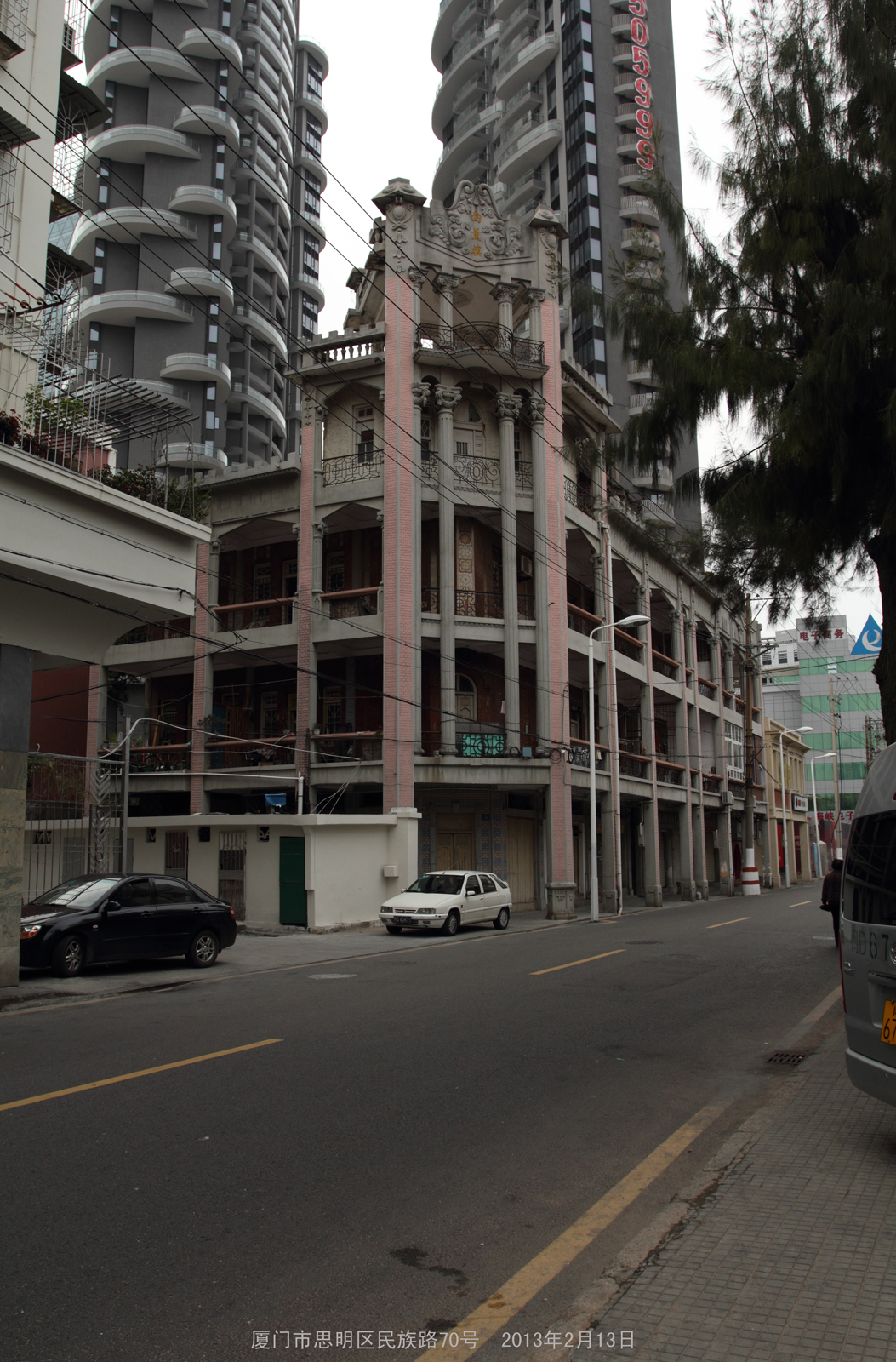
修缮前的鹦哥楼（摄于2013年）

1990年代，就读于厦门大学的张江平偶然发现了鹦哥楼，并从当地老人口中得知了该居住的历史，此后便对其产生了浓厚的兴趣。毕业后，张江平从商创业，并经过多年努力，从谢画锦的后人手中谈得鹦哥楼的经营权。2017年，张江平找到校友谢鹭光，委托他重新修缮、翻新鹦哥楼。2019年3月初，鹦哥楼修缮完毕，并作为“鹦哥楼怀旧闽南菜”饭店使用。2020年代，鹦哥楼成为中国大陆电视剧《以家人之名》的取景地，并被厦门市文旅局推荐为“影视打卡点”，与沙坡尾捆绑。
据谢鹭光回忆：修缮前的鹦哥楼虽然外观完好，但内部早已“山石风化、梁柱塌陷”。一层的的墙面被火熏黑，门窗破碎，上世纪的彩色琉璃玻璃仅留存一小块。而后院则堆满了砖石与玻璃垃圾，天台四根石柱中更有两根濒临倒塌。为此，他只能采购相近的琉璃玻璃、花砖、斗底砖等构件，对内部进行翻新。

### 与曾海文家族的关系
据厦门文史学者曾谋耀(曾道人)与口述歷史作家欧阳鹭英透露，除了谢画锦之外，著名旅法华人画家曾海文的父亲曾建发也是鹦哥楼的主人。曾建发同样是在西贡经营米行致富的惠安籍华侨，因而与谢画锦结识。二人合伙在厦港购置土地，并委托谢画锦的友人、厦门华安建筑公司经理骆马稳设计建楼。1937年竣工后，北侧的60号至64号归曾建发所有，南侧的65至72号归谢画锦所有。然而，曾建发与谢画锦不同，由于他的次子、曾海文的弟弟曾江福在1952年以“爱国华侨”的身份回国，担任杏林某化工厂的工程师。曾建发夫妻因此在1955年返回中国大陆，并如愿住进鹦哥楼。

## 建筑

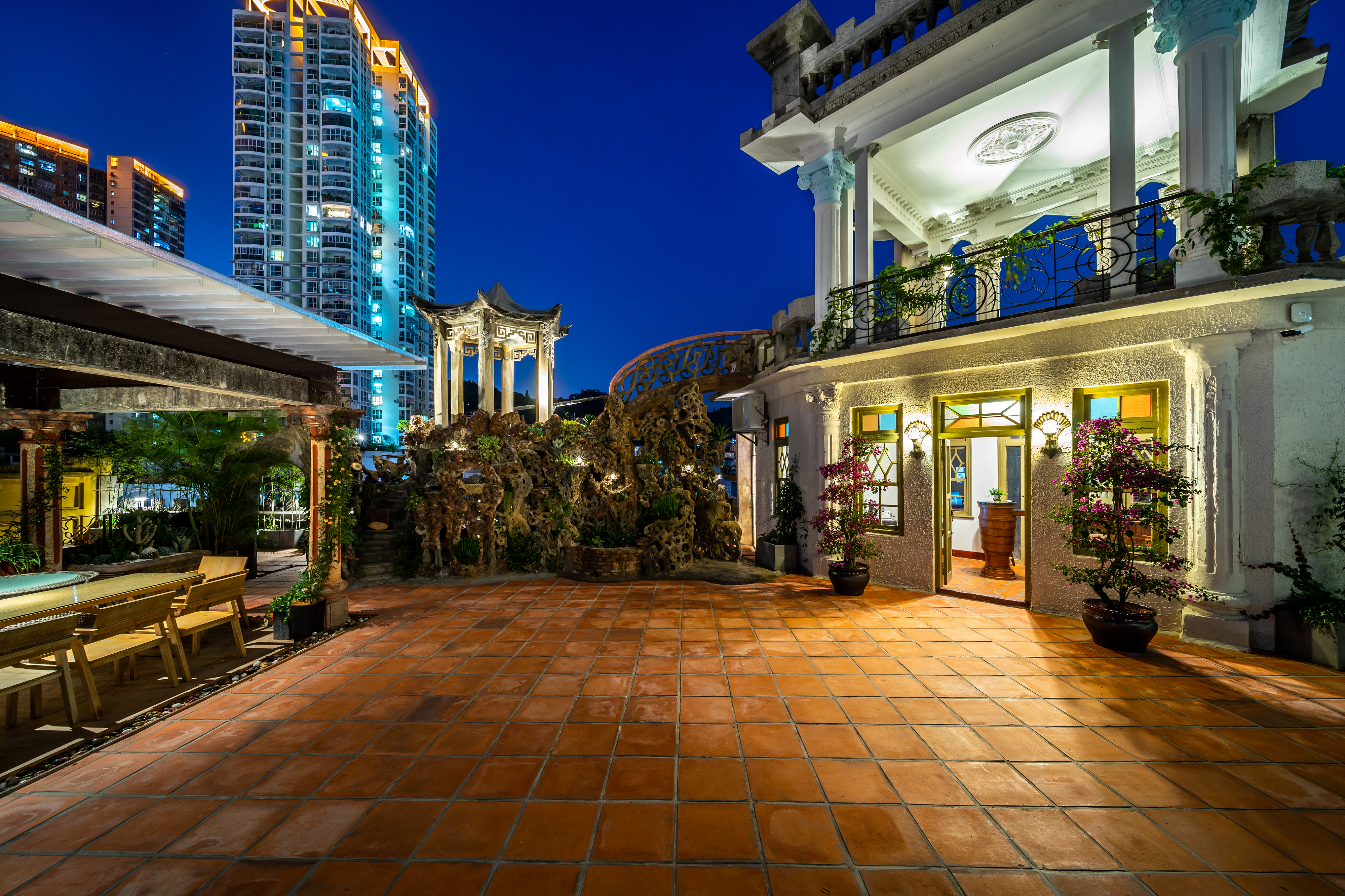
修复后的鹦哥楼屋顶花园，其被认为是福建近代屋顶花园的孤作（摄于2019年）

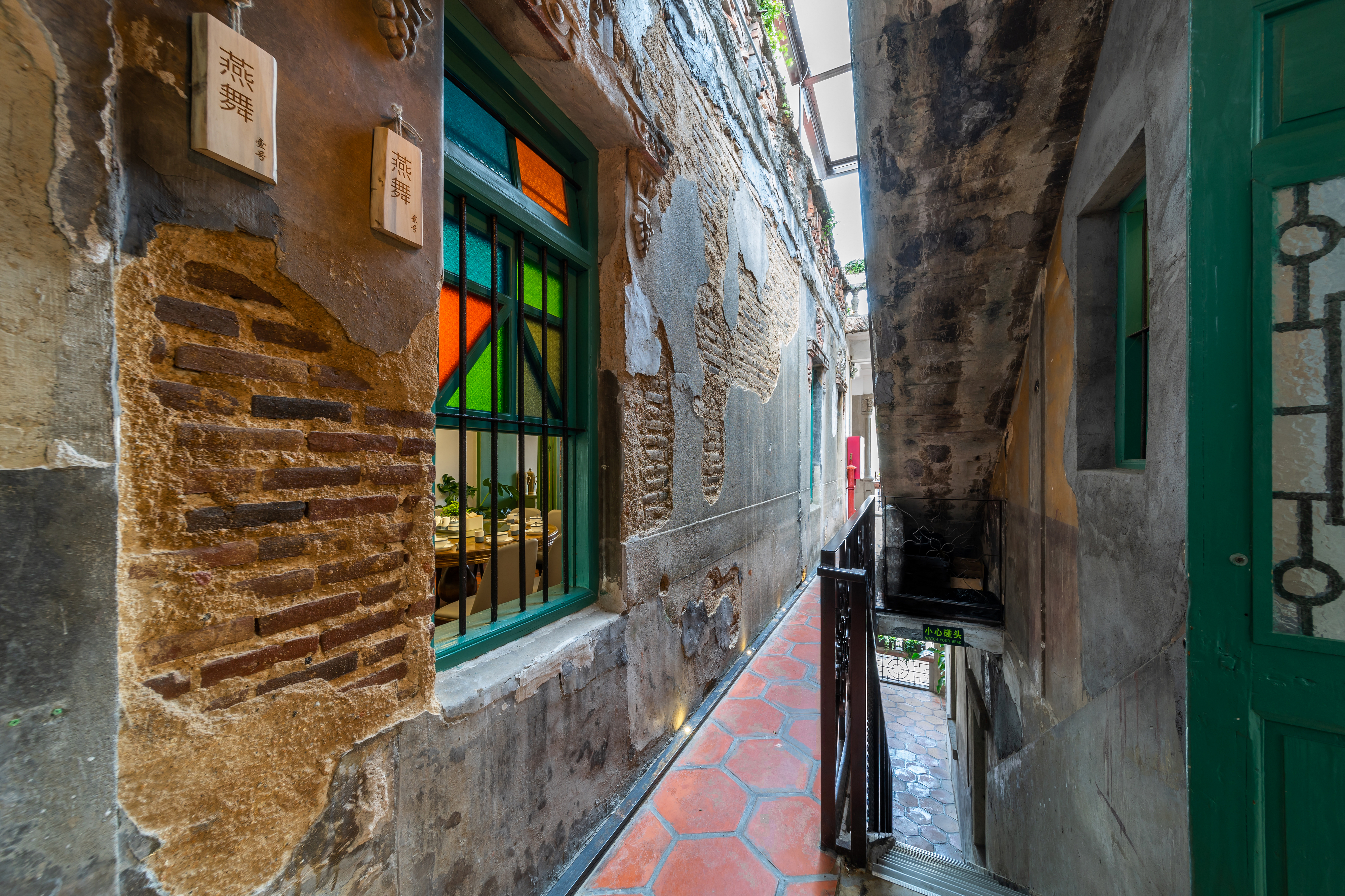
鹦哥楼内部遗存的墙体与楼梯（摄于2019年）

鹦哥楼的建筑平面呈曲尺型，共有五层（直角处五层、主体建筑三层）。以直角处为界，鹦哥楼主体部分的楼层格局可分为长边六间，短边三间。其中长边六间被隔为两节，中间则设有过渡空间；长边靠北的一节以两间为一单元，设有大尖拱，上方的跨顶山花采用几何状装饰雕刻盾徽、飞鹰等装饰形状，盾徽正中斜雕着“1937”四个数字，表明了竣工年份。建筑整体以红砖砌墙，大方红砖铺地（亦有少许花砖），门窗则砌筑成三角形或鋸齒形。
作为一栋底层骑楼式商业住宅建筑，鹦哥楼整体呈现为殖民地外廊样式，并在细节上折衷了闽南红砖建筑、古典主義建築与装饰艺术派建筑的特色。因此，鹦哥楼的建筑风格属于“厦门装饰风格”（Amoy Deco）。楼房的柱廊体系为尖拱（亦有部分圆拱）配方柱，间设圆柱和附壁柱，大多为爱奥尼柱式（亦有部分科林斯柱式），柱头则饰有浮雕与风铃，显出华丽的风格。直角处斜切形成鹦哥楼的正面，直角削平为廊道，同左右长廊相通。直角处的2-4层均有弧形拱出钢栏小阳台，并立有数根通高的爱奥尼立柱。立柱的上边顶着科林斯式柱头，柱头上雕饰着海浪卷着相互连接的麦穗与下垂的小麦穗，拱圈正中还有椭圆的拱心石。直角处的5层则以爱奥尼圆柱顶着三角楣饰，三角楣饰上刻有两道扶桑枝条叶卷，环围中间的“南薰楼”三个金字。三角楣饰的顶端立着一只展翅欲飞的雄鹰雕塑，该雕塑的原件毁于文化大革命，后于2010年代末期重建。
鹦哥楼的建筑设计亦体现出中华文化的特色，中式的窗楹镶嵌“紫气东来”的镏金石匾，阳台上摆着两把用水泥塑造的安乐椅。而楼房顶部的屋頂花園更具有中式園林的特点：在花园遭到部分损毁之前，此处曾由几何式花台、砖石与灰泥塑造的假山、饰有铁艺栏杆的弧形水泥拱桥与挂着风铃的凉亭等组成。花园中，面向街道的敞廊亭设有弧形平台，拱出钢栏小阳台；敞廊亭亦通过拱桥与假山上较小的六角形攒尖顶亭子联通。楼房上的女兒牆砌筑成垛口形，塑有波浪纹与山体纹，略显突出又具有立体感。
鹦哥楼的栏杆非常多样，仅敞廊亭的栏杆便有铁制几何纹式与水泥花瓶纹式两种，而楼房的压檐栏杆则有垛口式（上文已提及）、钢筋混凝土方瓶式、绿釉圆瓶式三种。
鹦哥楼的设计者在楼底的天井里凿开一口水井，以便居住者能够从楼顶直接向下取水。此外，在楼房遭受封锁的时候，这口水井也能够确保居民用水不受影响。